# 索尔·坎贝尔
萨尔兹·杰里迈亚·"索爾"·坎贝尔（英語：Sulzeer Jeremiah "Sol" Campbell，1974年9月18日—）乃一名已退役的英格蘭足球運動員，司職後衛。

## 生平
索尔·坎贝尔乃中美洲牙買加後裔，早年在托特纳姆热刺效力，1996年已入選英格蘭國家隊出戰欧洲足球锦标赛，上陣過2場賽事。1998年世界杯蘇·金寶已是該屆賽事正選後衛。作為後衛，蘇金寶擁有高大的身型，但早年因欠缺經驗而經常犯錯，這亦令他早年飽受外界批評。
不過當時他開始受到英超大球會的斟介，初時以曼聯最積極，但最後蘇金寶於2001年與熱刺約滿後，加盟北倫敦另一支大球會及熱刺宿敵阿仙奴。加盟首一季蘇·金寶獲得了意外收穫，那就是阿仙奴於2001/02年球季贏得了英超聯賽冠軍，這是蘇金寶職業生涯中首個英超聯冠軍。當時阿仙奴以蘇·金寶在後防一夫當關，配以中場韋拉、皮利斯、龍格堡和前鋒亨利，再於2003/04年球季贏得英超聯冠軍。
雖然當時阿仙奴已贏了數屆英超聯冠軍，但從未衛冕成功，而在歐洲賽亦毫無突破。故而蘇·金寶職業生涯最佳成績，亦不過是英超冠軍。至於國家隊則主要還是2002年世界杯八強和2004年歐洲國家杯次圈。隨著年齡漸長，蘇·金寶場上表現每況愈下，單在國家隊已被英超新興冠軍車路士隊長泰利取代了正選位置，而在阿仙奴也狀態下滑。當2006年與阿仙奴的合約屆滿後，蘇·金寶亦宣告離開阿仙奴找尋新挑戰。
2006年蘇·金寶曾公開表示有意到海外球會效力，但最後卻以自由身身份於8月8日轉會至英超下游球會樸茨茅夫。12月23日3-1擊敗時取得加盟後首個入球。2007年8月由於英格蘭國家隊傷兵問題嚴重，獲麥卡倫重召歸隊。9月7日續約樸茨茅夫兩年到2008/09年球季末才結束。10月13日再次代表國家隊上陣，在2008年欧洲足球锦标赛外围赛出戰愛沙尼亞。蘇·金寶再於對抗俄羅斯、奧地利及克羅地亞三場比賽上陣，但在新帥卡比路上任後再沒有入選，共代表國家隊達73次。
2008年元旦對雷丁蘇·金寶取得第二個入球，協助樸茨茅夫2-0獲勝。有傳他將轉投的消息被領隊否定。5月17日1-0擊敗卡迪夫城為樸茨茅夫贏得英格蘭足總盃冠軍。
2009年8月25日已約滿離開樸茨茅夫的蘇·金寶以自由身加盟有中東財團注資的英乙球會諾士郡，雖然已屆34歲，仍獲簽約五年。但僅作賽1場後，以未能配合球隊發展為由，於9月23日提前解約。但英格蘭足總表示他不能即時加盟其他球會，直至12月2日才宣布正式蘇·金寶與諾士郡解約，可於一月轉會窗重開時自由加盟球會。2010年1月16日，蘇·金寶和阿仙奴簽訂一份短期合同，在時隔3年半後重回老東家。由於及經常受到傷患困擾，蘇·金寶在聯賽取得11場上陣，更在歐聯上陣兩場並射入1球。
2010年夏季蘇·金寶約滿回復自由身，於7月28日加盟剛回升英超的紐卡素，簽約一年，但整季僅獲派在7場聯賽及1場盃賽上陣，於季後約滿被放棄。
在他再次成為自由球員之后，蘇·金寶用了一年的時間都找不到合適的球隊，於2012年5月2日正式宣佈退休。

## 針對目標
自從蘇·金寶充滿爭議地由熱刺轉投死對頭阿仙奴，被熱刺球迷目為「猶大」，每次回歸定必對他大喝倒采。

## 榮譽
熱刺
- 英格蘭聯賽盃：1999年；

阿仙奴
- 英格蘭超級足球聯賽：2001/02年、2003/04年；
- 英格蘭足總盃：2002年、2003年、2005年；
- 英格蘭社區盾：2002年；

樸茨茅夫
- 巴克莱英超亚洲杯：2007年；
- 英格蘭足總盃：2008年；

## 外部連結
- 足球数据库：索尔·坎贝尔的球员统计数据